# Carlos García Palermo
Carlos García Palermo   (La Plata, 2 de desembre de 1953) és un jugador d'escacs argentino-italià. Va rebre els títols de Mestre Internacional el 1981 i de Gran Mestre el 1985.

## Resultats destacats en competició
Nascut a La Plata, a l'inici de la seva carrera va derrotar Robert James Fischer en exhibició de simultànies l'any 1970.
El 1982, va vèncer l'aleshores campió del món d'escacs i jugador número u del món, Anatoli Kàrpov, al prestigiós torneig internacional Clarín, celebrat a Mar del Plata (guanyat per Jan Timman). Garcia Palermo és l'únic jugador argentí que ha vençut un campió del món regnant amb control de temps clàssic.
Va ocupar el 2n-3r lloc al Memorial Rubinstein a Polanica-Zdrój 1985. Va guanyar o va compartir el primer lloc als torneigs de Bayamo 1983, Capablanca Memorial a l'Havana 1985, L'Havana 1986 i Camagüey 1987, Forli 1988, Cañete 1994, La Plata 1998 i Faxinal 2002. El 2004 va participar en el Campionat del Món de la FIDE, on va ser eliminat en la primera ronda per Ye Jiangchuan.
García Palermo va representar l'Argentina al Campionat del món d'escacs per equips a Lucerna 1985, i ha jugat tres vegades a les Olimpíada d'escacs: per l'Argentina a Dubai 1986, i per a Itàlia a Manila 1992, i Torí 2006.